# Centro Académico de Lutería
El Centro Académico de Lutería (CAL) fue creado en 1982 por la Fundación Musical Simón Bolívar (Venezuela) con el objeto de formar profesionales aptos para la fabricación y reparación de instrumentos musicales que requieren las agrupaciones musicales de "El Sistema". Cuenta con sedes en diez estados del país, aunque también se ha colaborado en la formación de lutieres en Bolivia, Colombia, Chile, Ecuador y Perú.

## Cursos que ofrece
Esta institución ofrece tres modalidades:
- Asistente de lutier: 6 meses (720 horas académicas)
- Técnico Lutier: 18 meses (2.160 horas académicas)
- Lutier: 27 meses (3.240 horas académicas)

Los cursos son de total gratuidad y el material es proporcionado por Fesnojiv.

## Sedes
El CAL cuenta con sedes en diez estados del país:
| - Distrito Capital: Caricuao (sede principal) El Paraíso Montalbán Propatria San Agustín Sarría - Aragua La Colonia Tovar La Victoria Maracay | - Bolívar Ciudad Bolívar - Delta Amacuro Tucupita - Lara Barquisimeto - Miranda Chacao Los Chorros Guatire | - Mérida - Monagas Maturín - Sucre Cumaná - Táchira San Cristóbal |